# バジャのスタジオ
『バジャのスタジオ』は、京都アニメーションの自主製作アニメ。

## 概要
アニメ制作スタジオを舞台にした短編ファンタジー作品。2017年に制作され、イベント「届け!京アニ&Doのいろいろ編」で上映、ブルーレイに収録された。
続編として『バジャのスタジオ 〜バジャのみた海〜』が制作されている。ブルーレイ『私たちは、いま！！全集2019』に収録された。

## あらすじ
ハムスター風の生き物バジャは、アニメーションスタジオ「KOHATAアニメスタジオ」で暮らしていた。夜になると魔法がかかり、制作していたアニメのキャラクターが動き出す。

## キャスト
- バジャ - 吉田舞妃
- ガーちゃん - 田村睦心
- ギー - 田村睦心
- ココ - 田所あずさ
- カナ子 - 金元寿子
- 石浦 - 金城大和
- 町村 - 星野充昭
- トシオ - 間島淳司
- 佐々木 - 代永翼
- 猫 - 代永翼
- 田島 - 種市桃子

## スタッフ
- 監督 - 三好一郎[2]
- プロデューサー - 北之原孝将[3]
- マネージャー - 池田晶子[3]
- アシスタントプロデューサー - 鈴木礼奈[3]
- 動画検査 - 黒田比呂子、松村元気
- 色彩設計 - 宮田佳奈、竹田明代
- 特殊効果 - 三浦理奈
- 美術監督 - 落合翔子、細川直生
- 撮影監督 - 浦彰宏
- 3D監督 - 山本倫
- CG演出 - 植田弘貴
- 音響監督 - 鶴岡陽太
- 原画 - 多田文雄、浦田芳憲、植野千世子、秋竹斉一、唐田洋、羽根邦広、丸木宣明、澤真平、山口平、岡村公平、丸子達就、鈴木沙奈、佐藤宏太、澤田早絵、森崎志保、宮城良、栗木亜美、奥野葵、渡邊紗也加、黒田千温、藤田紗英子、松本葵、佐藤達也、安藤京平
- アフレコ演出 - 菊田浩巳
- 音響効果 - 森川永子
- 録音調整 - 椎原操志
- 録音助手 - 川村紗穂
- 録音スタジオ - Studio2010:
- 音響制作担当 - 髙宮城梨江
- 音響制作 - 楽音舎
- 音楽 - HijiRino
- サブマネージャー 藤田貴久
- 設定マネージャー 佐藤陽太郎

## 主題歌

### バジャのスタジオ
主題歌「手のひらを太陽に」
作詞 - やなせたかし / 作曲 - いずみたく / 編曲 - 安瀬聖 / 歌 - 杉並児童合唱団
挿入歌「星めぐりの歌」
作詞・作曲 - 宮沢賢治 / 編曲 - 安瀬聖 / 歌 - rino

### バジャのスタジオ 〜バジャのみた海〜
主題歌「てとてとて」
作詞 - 島みやえい子 / 作曲 - 島みやえい子 / 編曲 - 黒田賢一 / 歌 - 阿部寿世

## 放送
- 2019年11月4日 - NHK総合テレビにてテレビ初放送を実施[5]。
- 2020年7月23日 - 『バジャのみた海』がNHK総合テレビにて放送[6]。なお8月14日、30日に再放送。